# How Ya Doin'?
How Ya Doin'? är en låt av den brittiska tjejgruppen Little Mix (med Missy Elliott som gästartist) som släpptes den 27 mars 2013 (på radio) och den 17 april 2013 (digitalt). Låtens genre är pop och R&B.